# 鲍勃·霍斯金斯

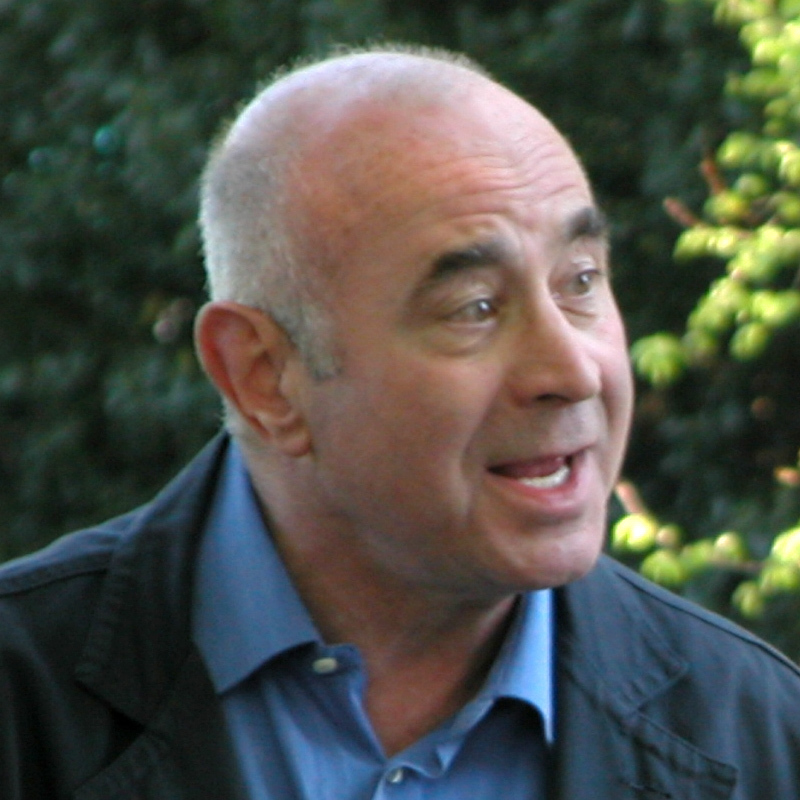
鲍勃·霍斯金斯

鲍勃·霍斯金斯（英語：Robert William Hoskins，1942年10月26日—2014年4月29日），是一名英国演员，他出生于圣埃德蒙兹伯里，后在伦敦长大。他参演过大量电影作品，包括《漫长美好的星期五》、《Mona Lisa (1986 film)》、《谁陷害了兔子罗杰》。他获得过英国影视艺术学院奖、金球奖剧情类电影最佳男主角。他在名战争片《大敌当前》飾演史达林格勒的红军政委司令赫鲁晓夫。
2012年8月8日，他退休后诊断出患有帕金森综合症。2014年4月29日，罹患肺炎去世，享年71歲。。